# Flagge Sachsens
Die Flagge Sachsens besteht aus einer waagerecht geteilten weiß-grünen Bikolore. Sie geht auf das Jahr 1815 zurück und wurde am 3. Oktober 1990 mit der Neugründung des Freistaates Sachsen wieder eingeführt. Die Dienstflagge des Landes, die von staatlichen Stellen geführt wird, trägt zusätzlich das Wappen Sachsens. 

## Varianten
In Artikel 2 der sächsischen Verfassung heißt es in Absatz 2:
Die Landesfarben sind Weiß und Grün.
In Absatz 4 wird weiterhin ergänzt:
Im Siedlungsgebiet der Sorben können neben den Landesfarben und dem Landeswappen Farben und Wappen der Sorben, im schlesischen Teil des Landes die Farben und das Wappen Niederschlesiens gleichberechtigt geführt werden.
Der Sächsische Landtag führt eine eigene Variante der Landesflagge mit aufgelegtem Landeswappen in barocker Formengebung, wie es als Dienstwappen des Landtages Verwendung findet.

Dienstflagge Sachsens
Landtagsflagge Sachsens
Flagge der Sorben
Flagge Niederschlesiens
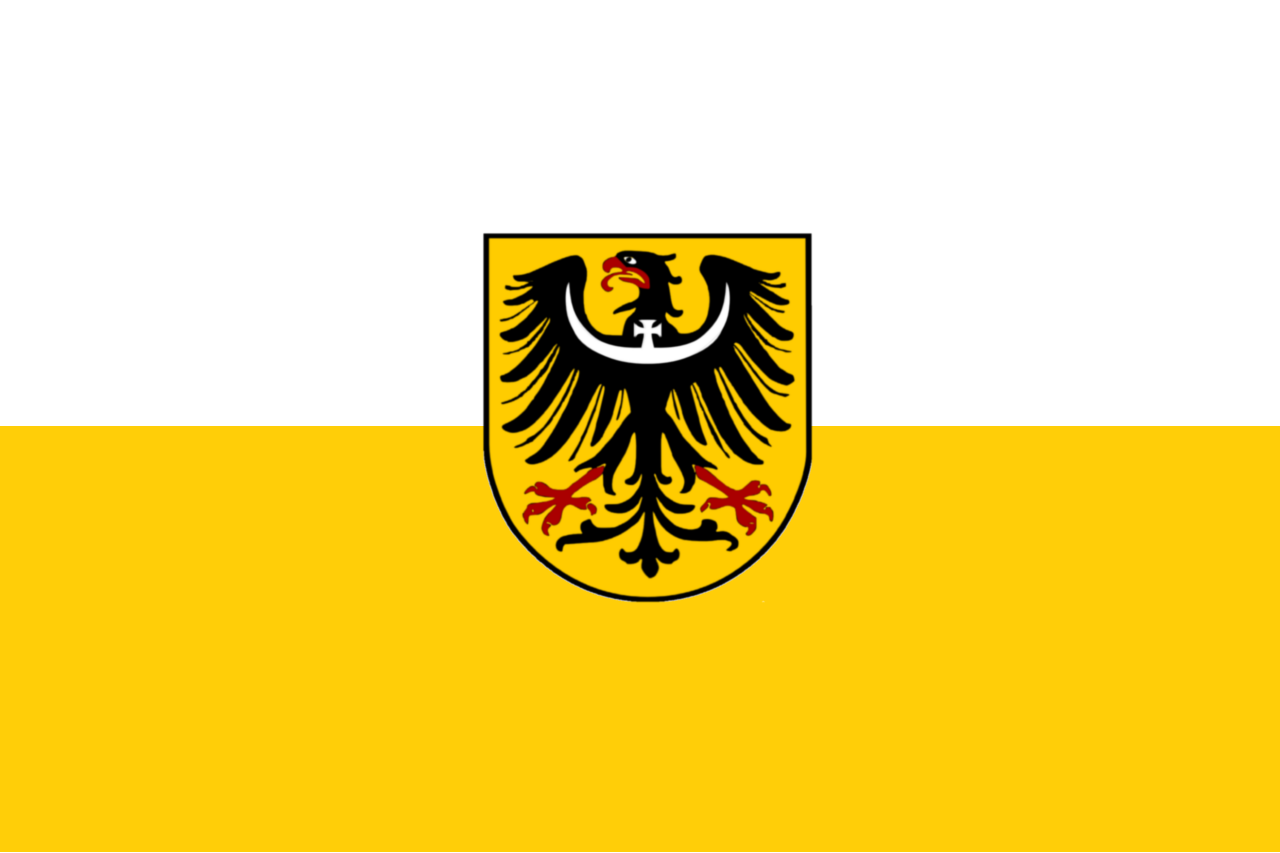
Flagge Niederschlesiens mit aufgelegtem schlesischen Adler

## Geschichte

### Kurfürstentum Sachsen

Flagge Sachsens vor 1815

Die Hausfarben des alten sächsischen bzw. markmeißnischen Herrschergeschlechts der Wettiner waren ursprünglich Gelb und Blau. Die Farben finden sich auch im Motiv der Landsberger Pfähle als Wappen der Markgrafschaft Landsberg, dem eigentlichen Stammland der Wettiner. Es hat Eingang in viele Städtewappen des heutigen Sachsens gefunden (Leipzig, Chemnitz, Delitzsch etc.). Seit Mitte des 13. Jahrhunderts setzte sich der schwarze Meißner Löwe auf goldenem Grund als wettinisches Herrschaftszeichen durch. Fahnen im heutigen Sinne existierten damals noch nicht, wenn überhaupt wurde das Wappen als sogenanntes Wappenbanner geführt.
Mit Erlangung der sächsischen Kurwürde 1423 ersetzte das sächsische Wappen als vorrangiges Herrschaftszeichen den Meißner Löwen, häufig in Kombination mit den Kurschwertern der Reichsrennfahne zur Versinnbildlichung des Erzmarschallamtes. Aus dem sächsischen Wappenschild leiteten sich wiederum wie so häufig die bis 1815 vorrangig geführten schwarz-gelben Farben des Kurfürstentums Sachsen ab. Auch in Preußen (schwarz und weiß) oder Bayern (weiß und blau) haben die Flaggenfarben im Wappen ihren Ursprung. Wenngleich sich die heute bei Flaggen meist anzutreffenden Bi- oder Trikoloren erst Ende des 18. Jahrhunderts durchsetzten, als sich die Bedeutung von Flaggen von einem reinen Herrschaftszeichen des Monarchen allmählich hin zu einem Erkennungszeichen des Staates selbst wandelten.

### Königreich Sachsen

Flagge Sachsens 1815–1918

Nach den Befreiungskriegen, die das Königreich Sachsen an der Seite des mit Frankreich verbündeten Rheinbunds verlor, und dem Wiener Kongress 1815 wurden Weiß und Grün zu den Landesfarben. So demonstrierte der Wechsel nach den verlustreichen Schlachten in den Befreiungskriegen auch äußerlich einen Neubeginn. Die später aus den sächsischen Gebietsabtretungen (inklusive des Kurkreises) entstandene preußische Provinz Sachsen griff auf das sächsische Wappen und die Farben Schwarz-Gelb zurück. Das Land Sachsen-Anhalt nutzt bis heute eine schwarz-gelbe Bikolore.
Die Farben Weiß und Grün sind von den Kokarden der sächsischen Truppen übernommen. Traditionell trugen diese weiße Kokarden. Infolge der Völkerschlacht und Napoleons Rückzug wurde Sachsen unter alliiertes, zunächst russisches und später preußisches Gouvernement gestellt. Der russische General Thielmann, der den sächsischen Dienst aus Frust über die zögerliche Haltung des Königs quittiert hatte, erwirkte als neuer Kommandant der unter alliiertem Oberbefehl wiederaufzustellenden sächsischen Armee eine Änderung der Kokarde:
„Se. kaiserl. Majestät aller Reußen haben auf meinen allerunterthänigsten Vorschlag zu genehmigen geruhet, daß die sächsischen Truppen die Nationalfarbe zum Feldzeichen tragen. Es ist diese die grüne nach dem Rautenkranze des sächsischen Wappens. Die Cocarde ist also nunmehr grün, und soll zum unvergesslichen Andenken an die Befreier Teutschlands und der Wiedehersteller des Vaterlandes mit einem gelben und einem schwarzen Streifen umgeben sein. Das Porte-epee und die Hutcordons sind von Silber mit grünen, gelben und schwarzen Streifen. - Leipzig, den 13. November 1813. Der kaiserl. russ. Generallieutnant und Commandant der sächsischen Armee Freiherr v. Thielmann“
Während das durch die Vermählung des Erbprinzen Carl Friedrich mit der Schwester des russischen Kaisers Alexander I., Maria Pawlowna, eng mit dem Zarenhaus verwandte, ernestinische Großherzogtum Sachsen-Weimar-Eisenach in der Folge bis 1918 eine Kombination aus Schwarz, Grün und Gelb führte – in Anlehnung an das sächsische Grün und das kaiserlich-russische Schwarz-Gelb, setzte sich dies im Königreich Sachsen nicht durch. Lediglich die grüne „sächsische Nationalfarbe“ wurde aufgegriffen und schließlich auf Anordnung des Königs nach erfolgter Teilung der Sächsischen Armee am 22. Mai 1815 zur besseren Unterscheidung den althergebrachten weißen Kokarden hinzugefügt. Damit wurde einerseits die Tradition gewahrt und andererseits ein Neuanfang markiert. In der Völkerschlacht waren sächsische Truppenteile noch gegen den Befehl des Königs zu den Alliierten übergelaufen. Das Engagement der sächsischen Armee bei der endgültigen Niederwerfung Napoleons im Feldzug 1814/15 sollte der Rehabilitierung Sachsens dienen, konnte die auf dem Wiener Kongress beschlossene Teilung des Landes aber nicht verhindern.
Die neuen Farben erfreuten sich unter der zwar nach wie vor königstreuen, aber längst auch national und antinapoleonisch gesinnten Bevölkerung großer Popularität, insbesondere unter Studenten. Literarische Erwähnung fanden die neuen Farben erstmals in der zweiten Strophe des Studentenliedes „Wo Mut und Kraft in deutscher Seele flammen“ des Leipziger Corpsstudenten Carl Hinkel: 
„[...] 2. Weiß wie des Königs Haupt ist unser Zeichen
Und grün das Band, das unsre Brust umzieht,
Grün wie das Laub von unsern deutschen Eichen,
Grün wie die Hoffnung, die im Herzen glüht.[...]“
Bereits bei der Rückkehr des sächsischen Königs am 7. Juni 1815 aus alliierter Gefangenschaft war die Residenz in Weiß und Grün geschmückt. Dieser erklärte die Kombination anschließend auch offiziell zu den neuen Landesfarben. Zum Teil finden sich auch Darstellungen der Flagge mit dem jeweiligen kursächsischen Wappen bzw. ab 1806 königlich-sächsischen Wappen.

### Freistaat Sachsen

Flagge Sachsens nach 1918

Der 1918 ausgerufene, demokratisch-republikanische Freistaat Sachsen und alle folgenden sächsischen Staaten nutzen ebenfalls die weiß-grüne Flagge und das Wappen der Wettiner. 1933/34 während der Diktatur des Nationalsozialismus und 1952 im Zuge der Verwaltungsreform in der DDR verlor die Flagge mit der Auflösung Sachsens bis 1990 ihre Funktion. 
Auf Demonstrationen im Rahmen der Friedlichen Revolution prägte in sächsischen Städten neben den Schwarz-Rot-Goldenen Deutschlandflaggen auch die weiß-grüne Flagge Sachsens die Szenerien, was als deutliche Forderung zur Wiederherstellung sächsischer Staatlichkeit wahrgenommen wurde.
Auch die meisten der thüringischen Staaten, die aus den Ernestinischen sächsischen Gebieten entstanden waren (siehe Leipziger Teilung), nutzten bis zur Gründung des Landes Thüringen 1920 die Farben Schwarz, Gelb, Grün und Weiß in ihren Flaggen.